# Oliver Maibach

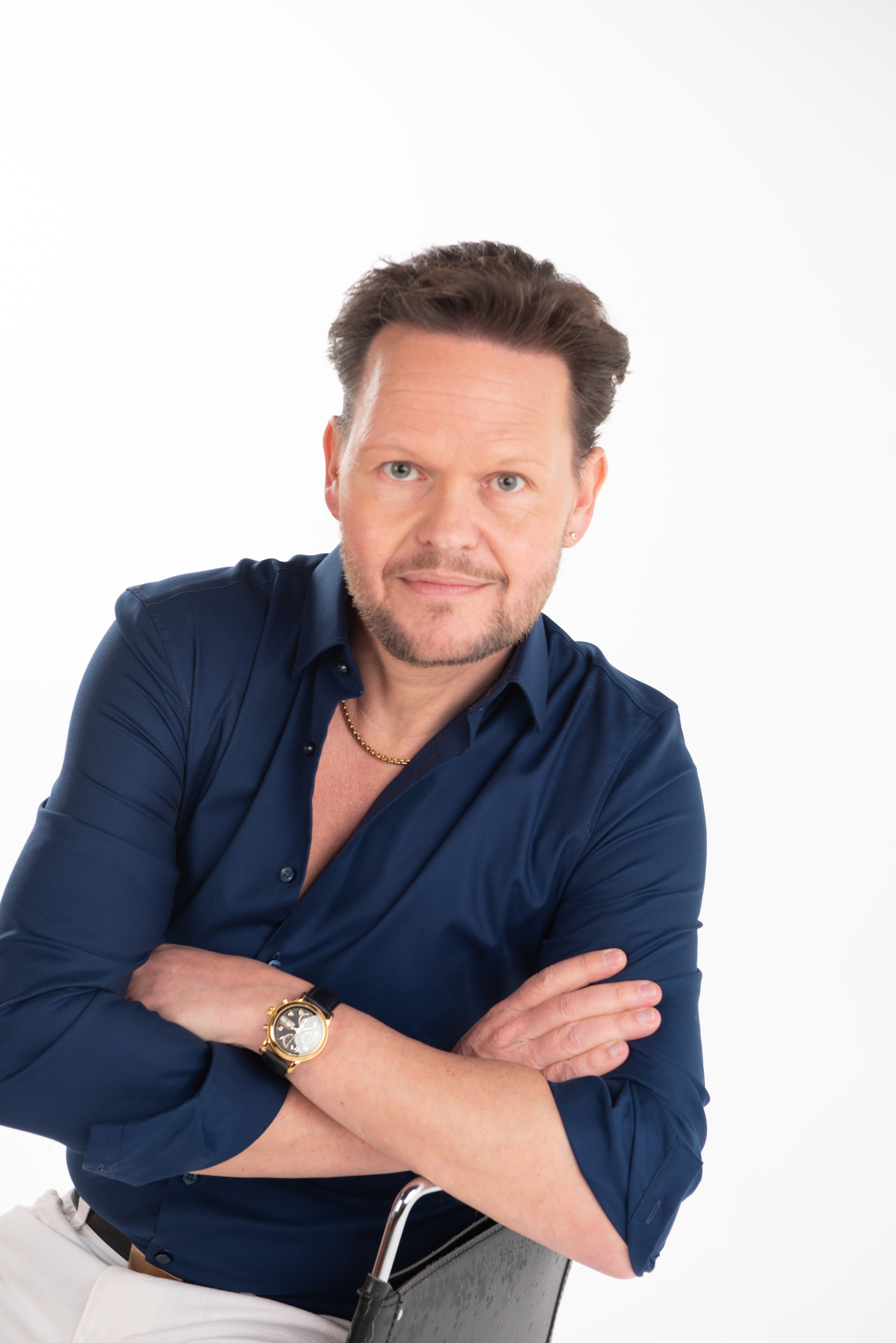
Oliver Maibach (2024)

Oliver Maibach, auch bekannt als Dr. Maibach (* 25. Oktober 1972 in Bern), ist ein Schweizer Schlagersänger.

## Leben und Karriere
Maibach kam als drittes Kind des Arztes Eduard Maibach und von dessen Ehefrau Lionette zur Welt. Er hat zwei ältere Brüder. Ab 1989 besuchte er das Gymnasium Kirchenfeld, Typus C (Mathematik), in Bern. Nach der Matura 1994 studierte er an der Universität Bern Rechtswissenschaft und absolvierte parallel erfolgreich die Linienpilotenselektion bei der Swissair. Nach Erwerb des Anwaltspatentes im Jahre 2001 war er sechs Jahre Assistent am Institut für Internationales Privat- und Verfahrensrecht an der Universität Bern. In dieser Zeit promovierte er zum Doktor des Rechts und baute gleichzeitig eine eigene Anwaltskanzlei in Bern auf. Seit 2008 arbeitet er als selbständiger Anwalt und wurde ab 2009 in den Verwaltungsrat verschiedener Firmen berufen. Seit 2010 hat er an einer Hochschule in Bern einen Lehrbeauftrag für Privatrecht.
Am 29. September 2023 veröffentlichte Maibach unter dem Künstlernamen Dr. Maibach ein erstes Duett mit dem Titel Tanz mit dem Leben mit der Schlagersängerin Marie Vell. Mit diesem Titel nahm er am 6. April 2024 für die Schweiz am Final des Internationalen Schlagerwettbewerbes die Stauferkrone teil und belegte den 4. Platz. Es folgte am 8. April 2024 die Veröffentlichung eines weiteren Duetts mit Marie Vell mit dem Titel Wer wagt gewinnt. Am 10. Mai 2024 erschien der erste Solosong von Oliver Maibach mit dem Titel italienische Sehnsucht., ein Cover von Oliver Frank. Am 18. Oktober 2024 veröffentlichte er seinen ersten selber getexteten Titel "Magie". Im Januar erschien "Die Welt ist nicht genug", ebenfalls von ihm getextet. Damit er sich 2025 in mehrere Radio- und Dance-Charts, trat in der deutschen TV-Sendung Schlagerfete25 auf und wurde in einer Titelstory des Entertainment-Magazins Musix gewürdigt.
Er ist der Grossneffe der Schweizer Schauspielerin Liselotte Pulver.